# Илбис хан
Илбис хан (Илбис хаа̀н) е дух, божество на войната в якутската митология. Като божество на войната той се изявява заедно с децата си — синът Осол уола и дъщерята Илбис кис. Когато водят междуплеменни или междуродови битки, якутите отправят молитви към тримата, молейки ги за мъжество, късмет и победа в сражението. На тези божества са принасяни човешки жертви, а митовете, свързани с тях са широко експлоатирани в героичния епос на якутите.